# Fernsehturm Bagdad
Der Fernsehturm Bagdad (arabisch برج بغداد Burdsch Baghdād ‚Turm Bagdads‘), auch Al Ma'amoon Telecommunication Center Tower, ist ein von 1992 bis 1994 errichteter Fernsehturm in Stahlbetonbauweise im Viertel Yarmouk im Westen von Bagdad. Er hieß ursprünglich Saddam International Tower und wurde 2003 umbenannt.
Vom Boden bis zur Antennenspitze misst der Turm 205 Meter (zum Dach 150 Meter) und ist somit das höchste Bauwerk im Irak. Im Turmkorb befindet sich ein Drehrestaurant. Die architektonische Formensprache ist leicht islamisiert. Der Sockel ist mit arabischen Bögen geschmückt und die Turmkonstruktion erinnert an Minarette. Während des Zweiten Golfkriegs wurde ein Turm, an derselben Stelle, von irakischen Scharfschützen genutzt und von britischen Fliegern zerstört.

## Ansichten

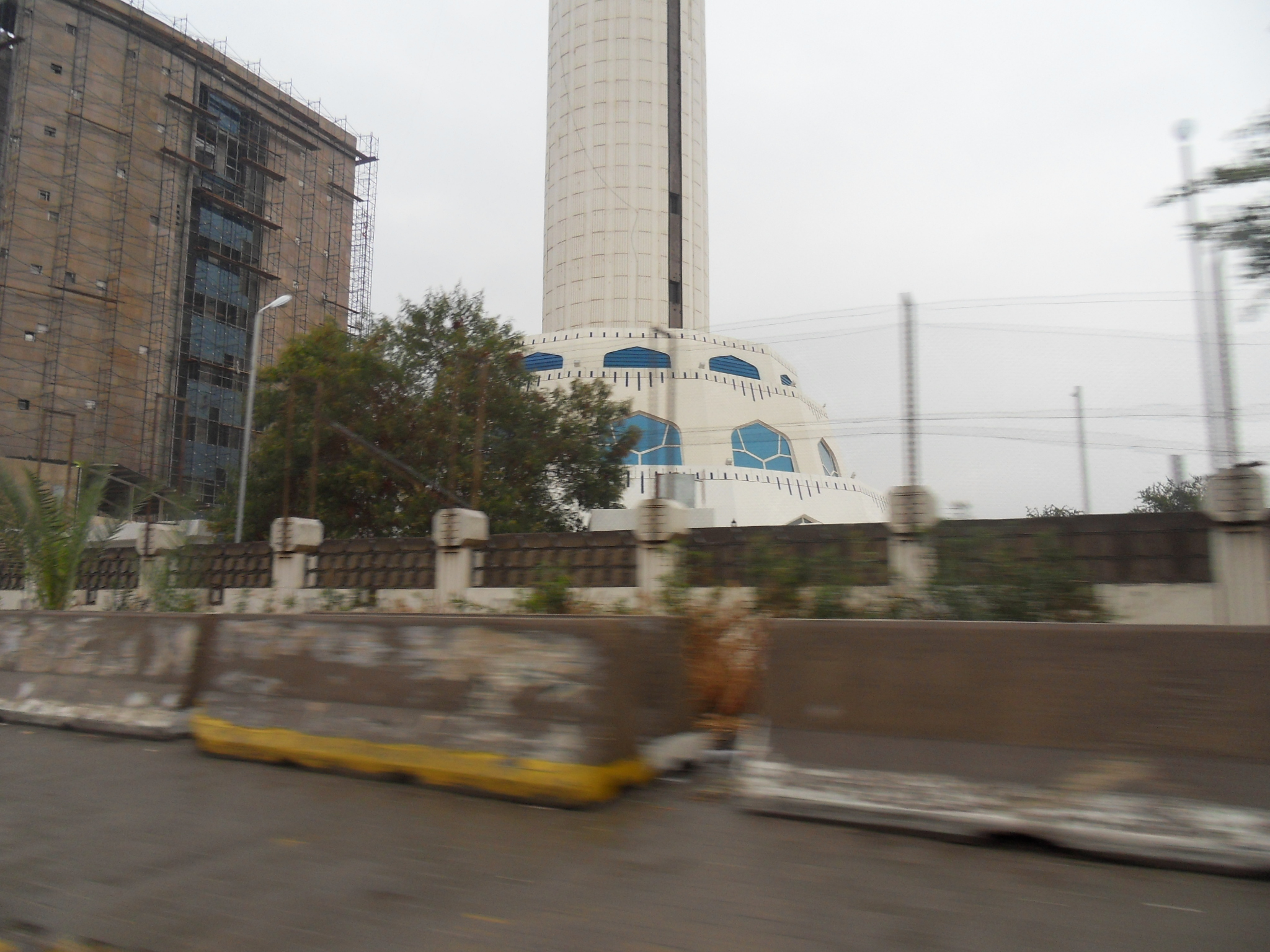
Tower Center, 2010
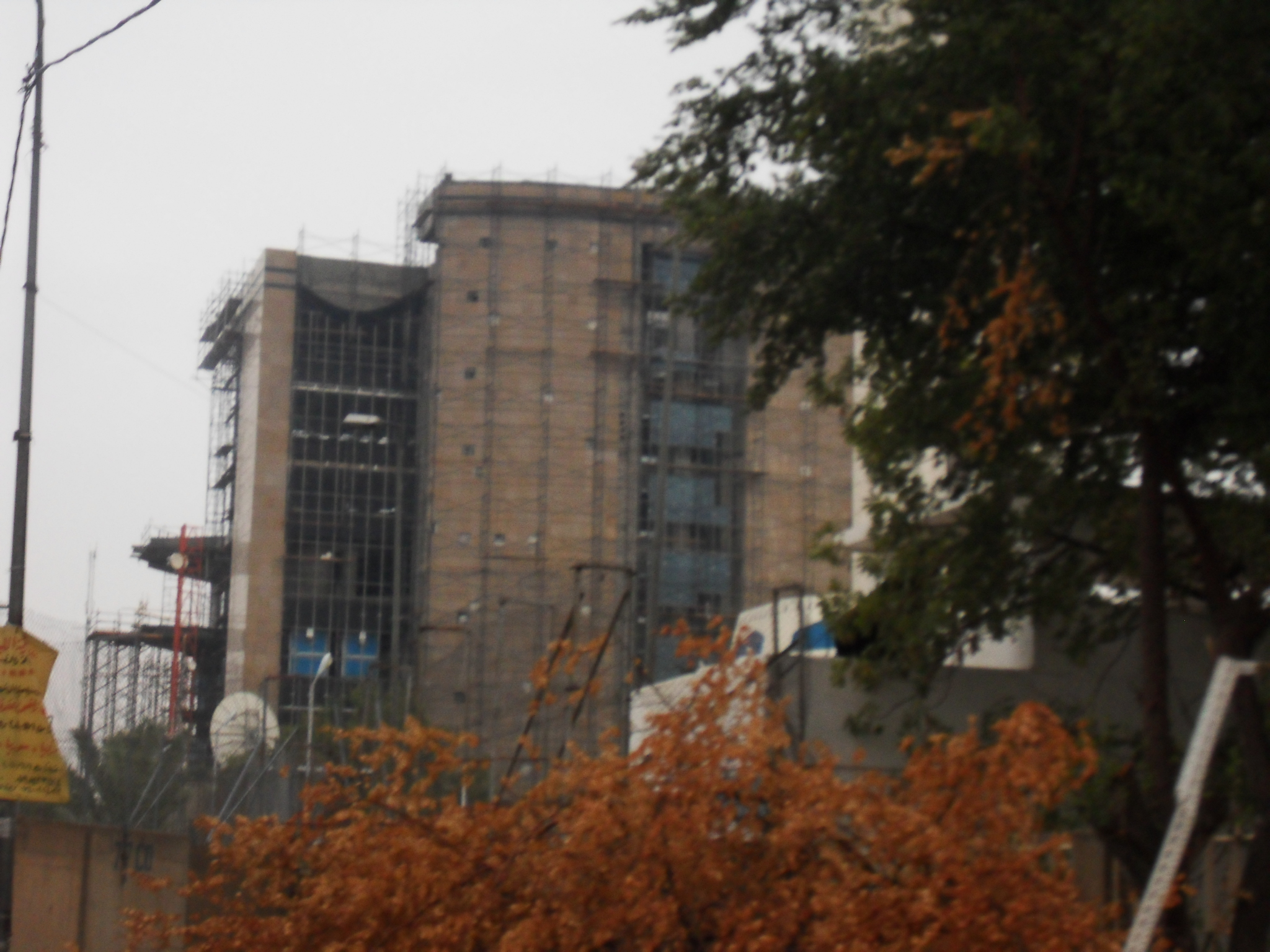
Tower Center, 2010